# Quarantine Station North Head

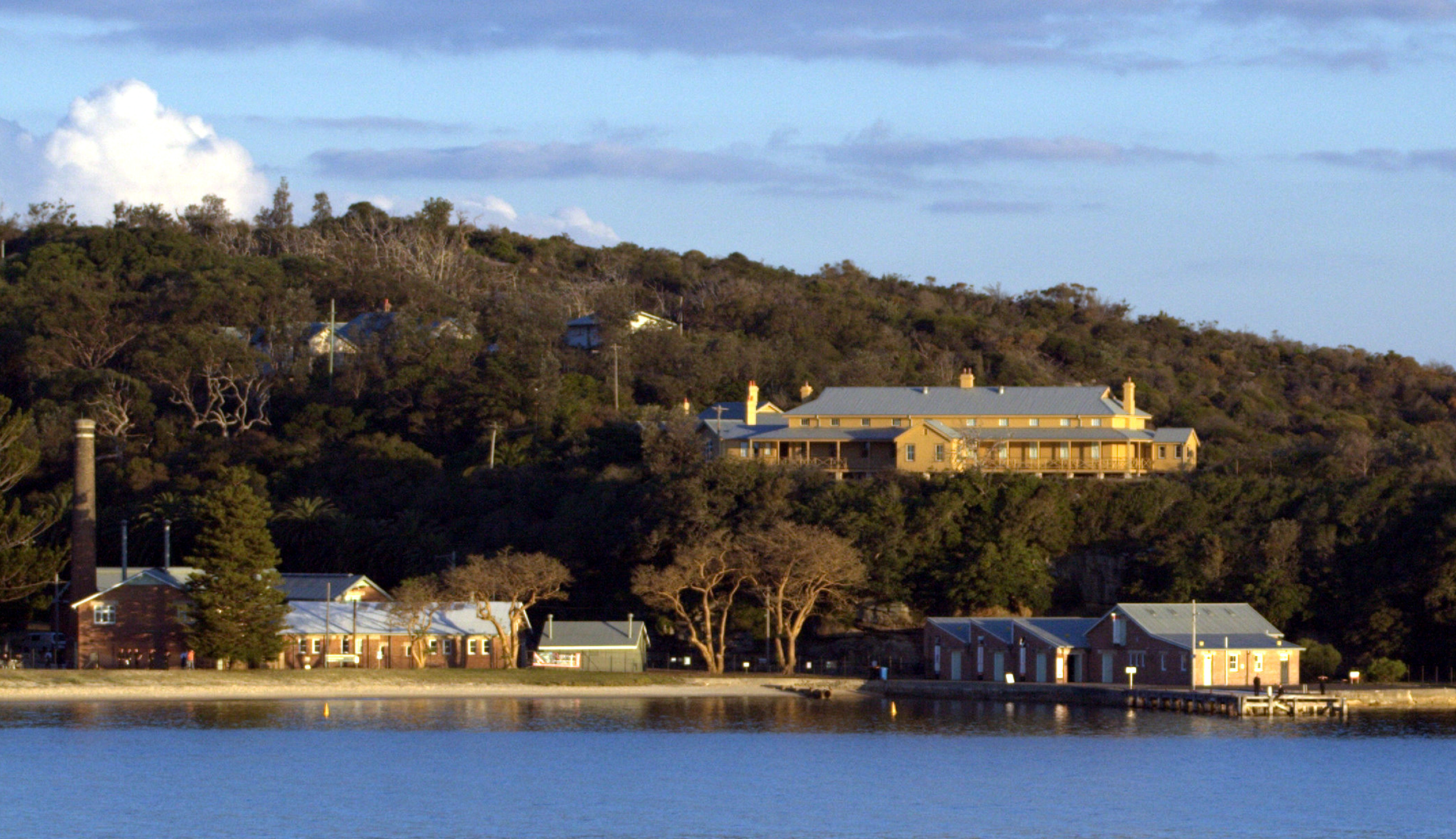
Hospital, Kesselhaus und Anlegeplatz an der Quarantänestation

Die ehemalige Quarantine Station North Head, auch Sydney Quarantine Station genannt, umfasst eine Reihe von denkmalgeschützten Gebäuden auf der Nordseite des Sydney Harbour auf der Landzunge North Head, bei Manly, einem Stadtteil von Sydney in New South Wales, Australien. Heute (2011) wird die Quarantänestation als Hotel genutzt.

## Geschichte
Quarantänestationen gab es in jeder Kolonie Australiens um die Verbreitung von Pocken, Cholera, Spanische Grippe, Beulenpest und weiterer ansteckender Krankheiten zu verhindern. Erstmals wurde im August 1828 das Sträflingsschiff Bussorah Merchant mit von Pocken infizierten Menschen in Quarantäne genommen. Sie wurden an der Spring Cove auf der westlichen Seite von North Head in Zelten untergebracht und vom Militär bewacht. Am 14. August 1832 wurde das gesamte Gebiet von 69 ha von John Burke, dem Gouverneur von New South Wales, zum Quarantänegebiet erklärt und blieb es bis zum 29. Februar 1984. Feste Gebäude wurden 1837 gebaut.
Einer der frühen Leiter der Station war Dr. James Stuart (1802–1842), ein Insektenkundler und Maler.
Nicht nur Einwanderer, sondern auch zurückkehrende Soldaten beider Weltkriege, Kriegsgefangene, Obdachlose nach dem verheerenden Zyklon Tracy von 1975 und Vietnamflüchtlinge passierten die Quarantänestation. Vor ihrer Schließung wurden insgesamt 580 Schiffe mit 13.000 Passagieren 40 Tage unter Quarantäne gesetzt. Die Quarantänestation wurde 1984 in den Sydney Harbour National Park eingegliedert und wird heute als Hotel Q-Station mit Restaurant, Veranstaltungs- und Konferenzzentrum betrieben und von Touristen besucht, die auch an Führungen teilnehmen können, bei denen Gespenstervorstellung von verstorbenen Angestellten und Kranken der Quarantänestation dargeboten werden.
In den 1960er und 1970er Jahren sammelte der damalige Stationsleiter Herb Lavaring (1917–1998) Materialien der Station, wie Dokumente, medizinische Instrumente, Werkzeuge und weitere Utensilien, ferner sicherte er Felsgravuren und Grabsteine auf North Head.
Die Sydney Harbour Federation Trust verwaltet North Head und die Quarantänestation seit 2001 und hat das Gebäude als Hotel für die Zeitdauer von 21 Jahren verpachtet. Das Hotel nahm 2006 seinen Betrieb auf. Ferner befindet sich in dem Gebäudeensemble das Australian Institute of Police Management in den ehemaligen Seemannsquartieren, in denen infizierte Seeleute vor der Entwicklung moderner Antibiotika verweilen mussten. Die Quarantänestation einschließlich weiterer Gebäude, Straßen, Mauern und Friedhöfen wurden in die Australian National Heritage List aufgenommen.